# シュトルベルク家

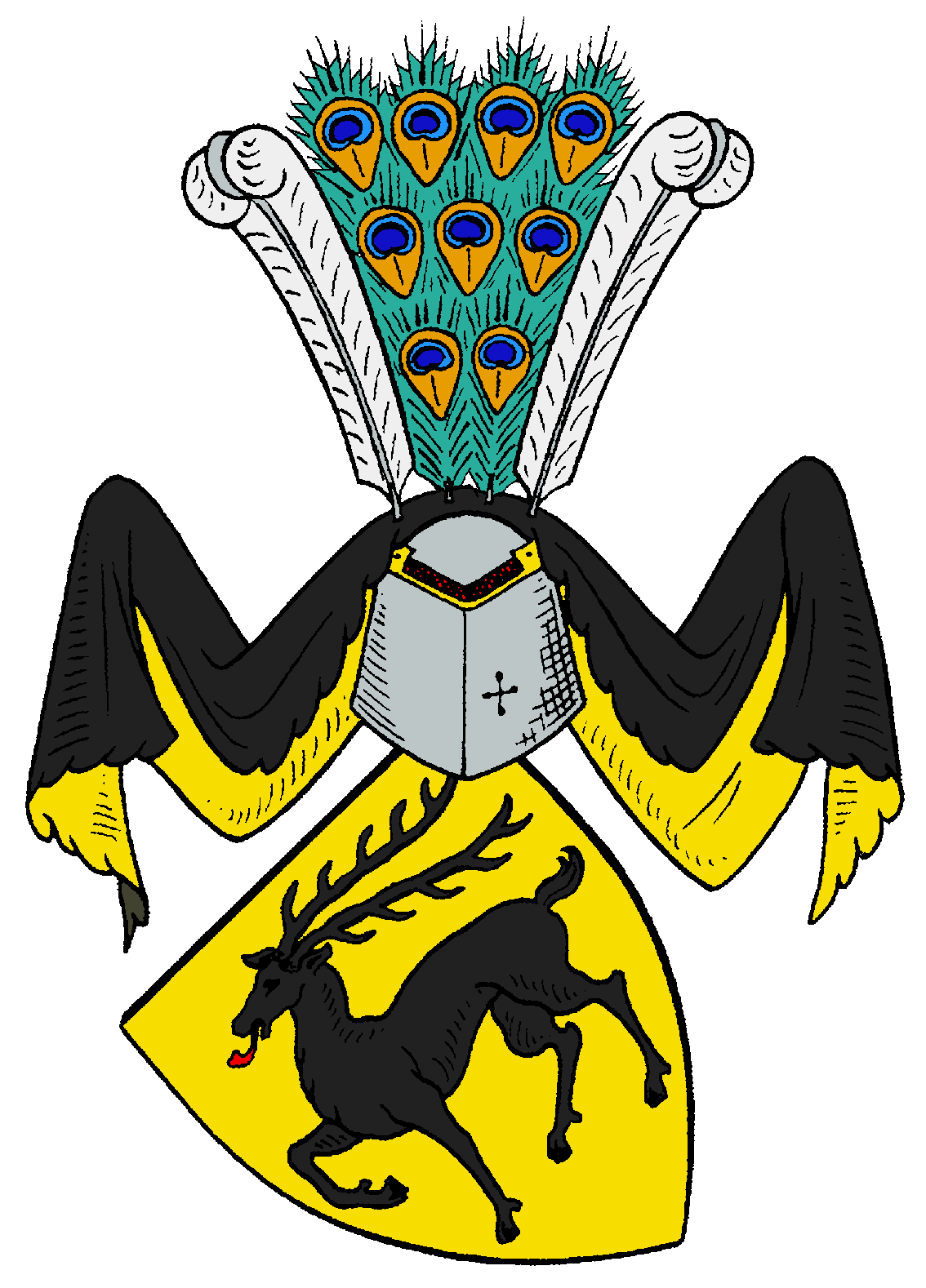
金地に黒鹿を描いたシュトルベルク家の紋章、15世紀頃

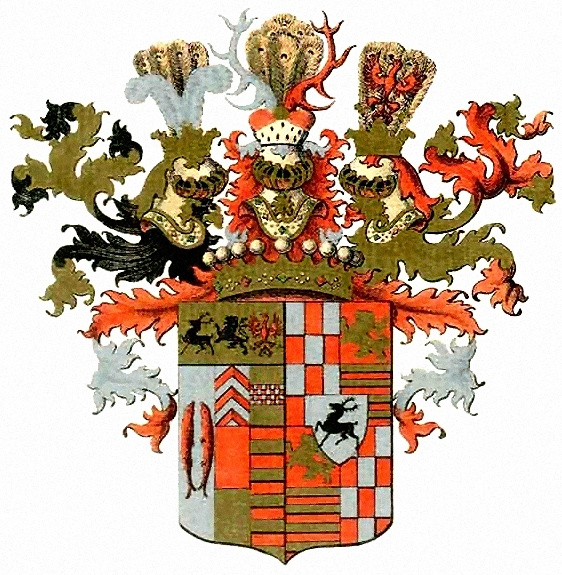
シュトルベルク家の紋章、1742年

シュトルベルク家（Haus Stolberg）は、神聖ローマ帝国の帝国伯家の1つ。18世紀には陪臣化されてシュタンデスヘル身分となった。

## 歴史
シュトルベルク伯家の起源については10以上の異なった学説があるが、そのどれもが決定的な定説にはなっていない。おそらく、シュトルベルク家の祖家はハルツ山地の領主家門ホーンシュタイン家（Hohnstein）だと考えられている。名字の地となったシュトルベルク城（Schloss Stolberg）は、1945年のドイツの国境変更に伴う公用徴収が実施されるまで、一族の末裔が所有していた。
文書においては、1210年にシュトルベルク伯ハインリヒ（Graf Heinrich zu Stolberg）という名が初めて確認されるが、この人物はそれより10年前の1200年にはフォークトシュテット伯ハインリヒ（Graf Heinrich von Voigtstedt）として言及されている。おそらくシュトルベルク伯家の最初の本拠がフォークトシュテット（現ドイツ領テューリンゲン州キフホイザー郡）であり、13世紀初頭にシュトルベルク（現ザクセン＝アンハルト州マンスフェルト＝ズュートハルツ郡）に移されたことを反映していると考えられる。
1429年に相続協定に基づき、ハルツ山地北部のヴェルニゲローデ伯領（Grafschaft Wernigerode）を相続したことにより、シュトルベルク伯家の影響力は大幅に増大した。
1645年、シュトルベルク伯家は兄系であるシュトルベルク＝ヴェルニゲローデ家（Stolberg-Wernigerode）と、弟系であるシュトルベルク＝シュトルベルク家（Stolberg-Stolberg）の2つに大きく枝分かれした。シュトルベルク＝ヴェルニゲローデ家はシュトルベルク＝ゲーデルン家（Stolberg-Gedern、1804年絶家）とシュトルベルク＝シュヴァルツァ家（Stolberg-Schwarza、1748年絶家）の2つの分家を出し、シュトルベルク＝シュトルベルク家からも1706年にシュトルベルク＝ロスラ家（Stolberg-Roßla、1982年絶家）が分かれた。
シュトルベルク＝ゲーデルン家の当主は1742年、同族の諸家の当主に先立って神聖ローマ皇帝カール7世より帝国諸侯（ライヒスフュルスト）の地位を与えられた。
18世紀、シュトルベルク＝ヴェルニゲローデ家はブランデンブルク＝プロイセンに、シュトルベルク＝シュトルベルク家はザクセン選帝侯領によって陪臣化され、これらの大領邦に実質的に従属するようになった。1806年に神聖ローマ帝国が崩壊すると、シュトルベルク諸家は帝国伯の地位を失い、最終的にプロイセン王国のシュタンデスヘルとなった。
3つのシュトルベルク諸家の当主は、1890年から1893年にかけてドイツ皇帝ヴィルヘルム2世より侯（フュルスト）の地位を授けられ、その長子（または推定相続人）もエルププリンツの称号を許された。1980年、シュトルベルク＝シュトルベルク家の分家の人物がオランダの貴族に列せられたが、その際に侯家としての地位は承認されなかった。